# گرینیچ ویلج

پارک میدان واشینگتن در قلب دهکدهٔ گرینویچ

گرینیچ ویلج (انگلیسی: Greenwich Village؛ /ˈɡrɛnɪtʃ/) که اغلب برای سهولت «ویلج» خوانده می‌شود، یک محلهٔ مسکونی در غرب پایین منهتن در نیویورک سیتی است. اکثریت ساکنین این منطقه را طبقهٔ متوسط رو به بالا تشکیل می‌دهند. با این وجود از اواخر قرن ۱۹ تا نیمهٔ قرن ۲۰ دهکدهٔ گرینویچ به محله هنرمندان، پایتخت قلندرها، و کرانهٔ شرقی زادگاه نسل بیت معروف بود. آنچه که زمینه‌ساز ویژگی‌های جاذب و جالب ابتدایی منطقه بود در نهایت عاملی برای تجاری و مرفه‌شدن تدریجی آن شد. نام این محله، انگلیسی‌شدهٔ نام هلندی Groenwijck به معنی «منطقهٔ سبز» به هم‌آوای نزدیکش یعنی «گرینویچ» است که خود نام محله‌ای در لندن می‌باشد.